# チズリアーノ
チズリアーノ（伊: Cisliano）は、イタリア共和国ロンバルディア州ミラノ県にある、人口約4,900人の基礎自治体（コムーネ）。

## 地理

### 位置・広がり

#### 隣接コムーネ
隣接するコムーネは以下の通り。
- アルバイラーテ
- バレッジョ
- コルベッタ
- クザーゴ
- ガッジャーノ
- セドリアーノ
- ヴィットゥオーネ

### 地震分類
イタリアの地震リスク階級 (it) では、4 に分類される
。

## 行政

### 分離集落
チズリアーノには、以下の分離集落（フラツィオーネ）がある。
- Bestazzo, San Giacomo, San Pietro Bestazzo, Cascina Scanna